# Lysichiton
Genre
Lysichiton est un genre de plantes de la famille des Araceae qui comporte deux espèces :
- Lysichiton americanus Hultén & H. St. John, le lysichite jaune[2], de l’ouest de l’Amérique du Nord, qui possède une inflorescence jaune vif et qui apparaît au début du printemps. Sa spathe répand une odeur désagréable, moins prononcée cependant que celle de Symplocarpus foetidus, qui attire les mouches pollinisatrices. Les feuilles, qui apparaissent après la floraison, peuvent atteindre un mètre et ressemblent quelque peu à celles d’un bananier ; d’où son autre nom vernaculaire ‘arum bananier’.
- Lysichiton camtschatcensis (L.) Schott, le lysichite du Kamtchatka[3], du nord-est de l’Asie, qui possède une inflorescence blanche un peu plus petite et qui apparaît un peu plus tard. Il est sans odeur ou à odeur agréable (légère odeur musquée).

## Culture
Il faut faire attention lors de la transplantation car les racines sont fragiles et cassantes. La plante s’installe en deux ou trois ans. Là où les deux espèces croissent ensemble il peut apparaître un vigoureux hybride stérile à inflorescence de couleur crème.

## Utilisations alimentaires
Selon l'ethnobotaniste François Couplan (2009), les amérindiens auraient consommé la racine de cette plante (après cuisson), de même que les jeunes feuilles, une fois bouillies dans plusieurs eaux .